# Okręty obrony wybrzeża typu Miecznik
Okręty obrony wybrzeża typu Miecznik — seria planowanych przez polskie Ministerstwo Obrony Narodowej trzech okrętów (wielozadaniowych fregat rakietowych) przeznaczonych dla Polskiej Marynarki Wojennej, o wyporności nie mniejszej niż 1900 ton. W lipcu 2013 roku Inspektorat Uzbrojenia Ministerstwa Obrony Narodowej upublicznił wstępne warunki techniczne, które muszą spełnić dwa typy nowych okrętów. Zgodnie z przedstawionymi warunkami technicznymi, nowy typ okrętów powinien dysponować prędkością maksymalną 26 węzłów i zasięgiem 6000 mil morskich, a także autonomicznością zapewniająca nieprzerwany pobyt w morzu przez okres 30 dni. Jednostki tego typu powinny być uzbrojone w jedną armatę średniego kalibru (od 57 do 76 mm), dwie armaty małego kalibru (od 25 do 40 mm) oraz torpedy i pociski rakietowe, w tym przeciwlotnicze pociski średniego zasięgu, przeciwokrętowe pociski manewrujące oraz pociski manewrujące do zwalczania celów lądowych.
4 marca 2022 Agencja Uzbrojenia podała do wiadomości, że okręty zostaną zbudowane we współpracy z brytyjską stocznią Babcock (na podstawie projektu okrętu Arrowhead 140, eksploatowanego m.in. przez flotę duńską). Odrzucono projekt okrętu F-100 hiszpańskiej firmy Navantia, według którego budowano jednostki m.in. dla Norwegii i Australii; oraz projekt fregat MEKO niemieckiego koncernu ThyssenKrupp Marine Systems, na podstawie którego zrealizowano jednostki dla Niemiec, Algierii i Malezji. Realizacja budowy nastąpi w ramach programu modernizacji floty o wartości 8 mld zł.  Pierwszy okręt ma wejść do służby w 2028 roku. Budowa dwóch kolejnych jednostek ma zacząć się po zakończeniu badań eksploatacyjno-wojskowych prototypu, a zgodnie z harmonogramem mają one wejść do służby odpowiednio w 2033 i 2034 roku.  Według dziennikarzy portalu Defence 24 fregaty  mają otrzymać nazwy nawiązujące do niszczycieli z okresu II wojny światowej: Wicher, Burza i Huragan.

## Uzbrojenie
Zarządzanie walką będzie realizowane za pomocą systemu Thales Tacticos z dwudziestoma konsolami operatorskimi na pokładzie okrętu. Mieczniki mają zostać uzbrojone w armatę Oto Melara 76/62 Super Rapid Strales, dwa polskie zestawy przeciwlotnicze OSU 35k z działkami kalibru 35 mm oraz dwa zdalnie sterowane i dwa ręcznie kierowane stanowiska strzeleckie z wielkokalibrowymi karabinami maszynowymi WKM-Bm Głównym uzbrojeniem do zwalczania okrętów nawodnych będzie od 8 do 16 przeciwokrętowych pocisków manewrujących Naval Strike Missile 1A. Na pokładach Mieczników znajdą się uniwersalne, 32-komorowe wyrzutnie Mk.41 VLS w wersji Strike, w których może znaleźć się zróżnicowany zestaw startujących pionowo rakiet . Uzbrojenie przeciwlotnicze będą stanowić rakiety CAMM/CAMM-ER/CAMM-MR systemu Sea Ceptor.
Do zwalczania okrętów podwodnych będą wykorzystywane dwie podwójne lekkie wyrzutnie torped  MU-90, ważną rolę odegrają też śmigłowce. Mieczniki mają mieć hangar, który pomieści dwa średnie śmigłowce lub jeden ciężki typu AW101 i to być może, bez konieczności składania belki ogonowej.

## Przeznaczenie
Okręty obrony wybrzeża typu Miecznik mają być przeznaczone do prowadzenia działań bojowych na Morzu Bałtyckim i Morzu Północnym, a w przypadku działań sojuszniczych we wskazanym akwenie odpowiedzialności operacyjnej Połączonych Sił Morskich NATO. Kadłub okrętu powinien być wykonany ze stali o podwyższonej wytrzymałości, materiały zaś użyte do budowy kadłuba i wyposażenia wewnętrznego powinny gwarantować zminimalizowanie poziomu pól fizycznych okrętu (magnetycznego, akustycznego, hydrodynamicznego, termicznego), skutecznej powierzchni odbicia w pasmach radiolokacyjnych  oraz zapewnienie właściwej odporności udarowej mechanizmów okrętowych. Okręty, w założeniu, powinny być zdolne do zwalczania celów nawodnych, powietrznych i podwodnych, w tym we współpracy ze śmigłowcami pokładowymi. Docelowo mają ona zastąpić przestarzałe fregaty typu Oliver Hazard Perry. i będą stanowić podstawę nawodnych sił uderzeniowych Marynarki Wojennej RP.